# Antonio Bozzano

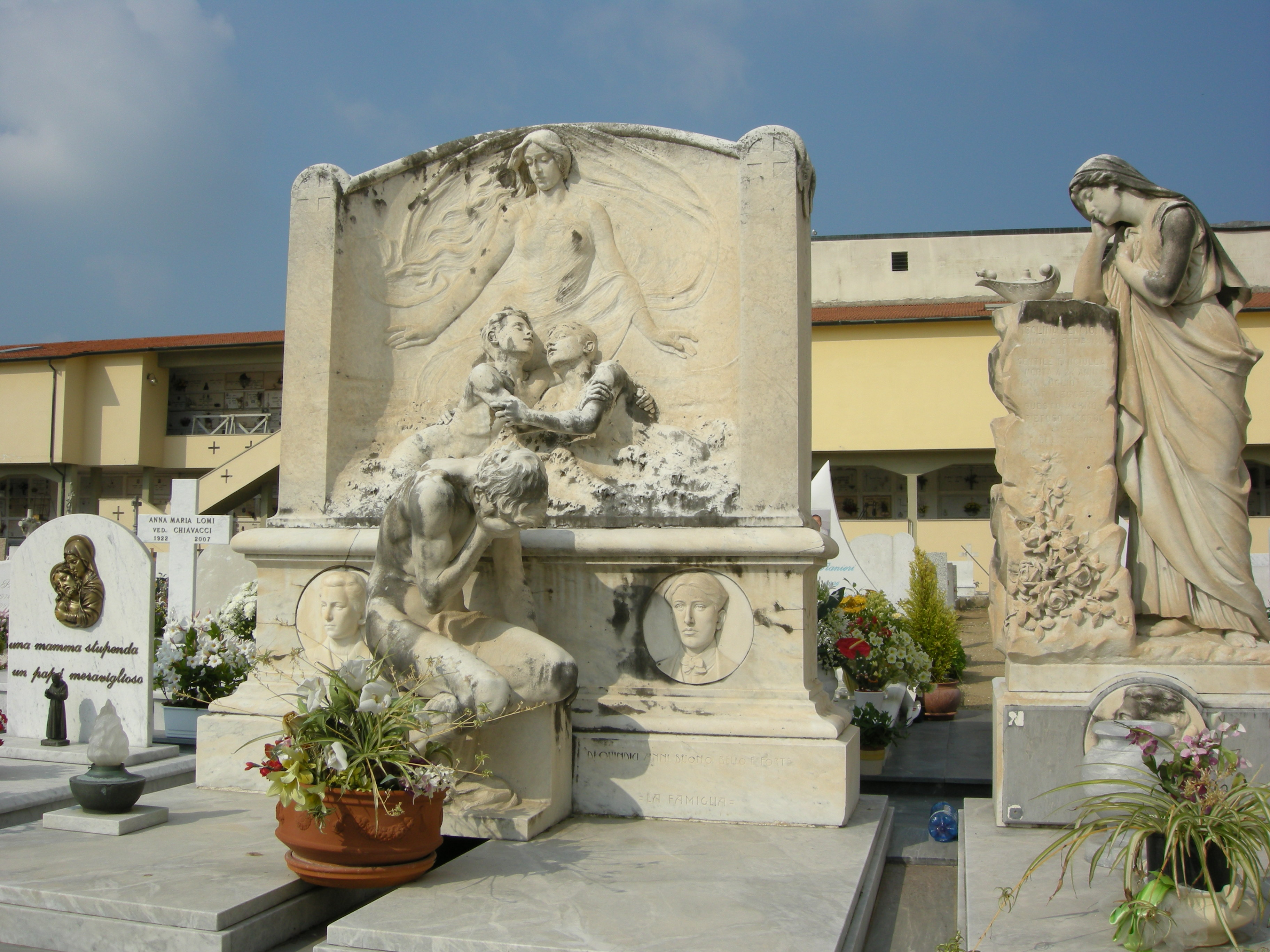
Viareggio, Cimitero della Misericordia

Antonio Bozzano, talvolta indicato come Bozano (Genova, 9 febbraio 1858 – Pietrasanta, 13 gennaio 1939), è stato uno scultore italiano.

## Biografia
Dal 1873 studiò all'Accademia ligustica sotto la guida di Giovan Battista Cevasco. Insegnò dal 1893 sino al 1929 alla Scuola d’Arte Stagio Stagi di Pietrasanta, contribuendo alla formazione di svariati scultori e marmisti e dando un'impronta Liberty all'area versiliese. Il prestigio ottenuto con l'insegnamento, gli procurò svariate commissioni.
Benché fosse vicino all’ambiente repubblicano e massonico, fu molto attivo anche per la committenza ecclesiastica.
Oltre ad una copiosa produzione a carattere funerario, negli anni venti realizzò diversi Monumenti ai Caduti.
La sorella Rachele sposò lo scultore Giacomo Zilocchi, anch'esso operante a Pietrasanta.

### Lo stile
Viene indicato come il più significativo scultore operante in Versilia nel periodo a cavallo tra Ottocento e Novecento.
Riguardo alle opere presenti al cimitero di Viareggio, alcune vennero celebrate all’epoca per la loro umanità e per la caratterizzazione di un’elegante interpretazione della plastica Liberty, in parte debitrice della lezione di Leonardo Bistolfi, costituenti la cifra espressiva più matura dell’arte dell'artista, mentre in quello che viene considerato il suo capolavoro (il monumento ai fanciulli morti annegati Raffaello Lencioni e Mario Paci, 1910), si riscontra una mirabile sintesi tra linearismo liberty e neo-michelangiolismo, all'epoca in voga nella modulazione imposta da Auguste Rodin, a cui fecero seguito negli anni Dieci e nei primi anni Venti diverse opere, sia riscontranti successo di critica che l'adattamento ai gusti della più svariata committenza.

### Collaboratori ed allievi
Anche il figlio Augusto collaborò con la bottega del padre, specialmente nel 1926 nella realizzazione del Monumento ai Caduti di Ponsacco. Collaborò coi Laboratori Barsanti, F.lli Ellrich, Ferdinando Palla e Tomagnini di Pietrasanta.
Tra i suoi allievi, vi fu Fidia Palla.

## Esposizioni e mostre
Tra le principali:
- 1883: Genova (La benedicenza, gruppo ligneo)
- 1892: Esposizione Colombiana, Genova (alcune statue decorative ed il carro allegorico Genova che reca la corona bronzea a Colombo)

Retrospettive

Nel 1999 fu uno dei tre artisti ai quali venne dedicata a Pietrasanta la mostra Pietro Bibolotti, Antonio Bozzano, Giacomo Zilocchi - Tre Scultori a Pietrasanta tra Otto e Novecento.

## Opere funerarie
Al cimitero comunale di Viareggio, sedici opere accertate tra cui i monumenti dedicati a:
- Raffaello Lencioni e Mario Paci, 1910[9]
- Filomena Giordani, 1911[10]
- Giuseppe Martinelli, 1913[11]
- Bianca Palagi, 1913[12]
- Zoè Guidi Del Carlo, 1914[13]
- Vincenza Pellegrinetti, 1914[14]
- Pier Luigi Corrias, 1915[15]
- Egidio Pieraccini, 1918[16]
- Giovanni Filippi e Marianna Calvetti, 1919[17]
- Plinio Tomei, 1921[18]
- Giuseppe Cellai, 1922[19]
- Argia Cellai, 1922[20]
- Jole Cellai, 1930 ca[21]

Ed i ritratti di:
- Giovanni Cima, 1908, medaglione[23]
- Giasone Enrico Cima, 1912, busto[24]
- Maria Virginia Bertuccelli, 1917, ritratto a mezza figura[25]

Al Cimitero di Staglieno vi sono una decina di opere principalmente giovanili tra cui spicca quello dedicato al benefattore Giovan Battista Monticelli (1888).
Altre sue opere sono attestate in alcuni cimiteri della riviera ligure ed in Toscana, nei cimiteri di Pisa, Campiglia Marittima, Livorno, Vallecchia e al amposanto della Misericordia. Pietrasanta (suo è lo splendido angelo spargifiori che adorna il sepolcro della fanciulla Lida Rigacci).

## Monumenti ai Caduti
Realizzati negli anni venti:
Camposanto della Misericordia di Viareggio 
- Monumento ai Caduti di Arni-Stazzema, 1926
- Monumenti ai Caduti, 1926, Ponsacco
- Monumenti ai Caduti, Cascine di Buti
- Monumenti ai Caduti, Corsanico, paese per la cui chiesa scolpì anche il pulpito.

## Altre opere
A Pietrasanta:
- Busto di padre Eugenio Barsanti
- Medaglioni di Garibaldi e Vittorio Emanuele II
- Monumenti a Giordano Bruno, 1909, Lucca[2]
- Targa di Cesare Battisti, 1917, Pietrasanta[26]
- Monumento a Cristoforo Colombo" per il Colègio de Casa Colòn, Uruguay[4]
- Angelo e Adele Bertozzi

Tra le altre opere:
- Busto di Giosuè Carducci, 1908, gesso, Palazzo Romagnoli[27]
- Bozzetto per il concorso del monumento ai Mille a Quarto (con l'arch. Pedan), 1910
- Monumento al Cardinal Bonzano, chiesa del Santissimo Rosario, Washington
- Svariate opere nella chiesa della Consolazione, Genova

Nel 1907, per la cerimonia di commemorazione dedicata a Carducci tenutasi a Pietrasanta da Giovanni Pascoli, plasmò con materiale povero un'effigie del poeta.
Bozzano è anche conosciuto come l'interprete dell'iconografia di Giosuè Carducci in Versilia. Produsse cinque busti del poeta (1927) per la casa natale a Valdicastello, per il chiostro di Sant'Agostino, per il municipio di Pietrasanta, per il Liceo classico di Viareggio oltre ad uno in gesso (oggi distrutto) realizzato in estemporanea in piazza Duomo.